# Hanno Pöschl

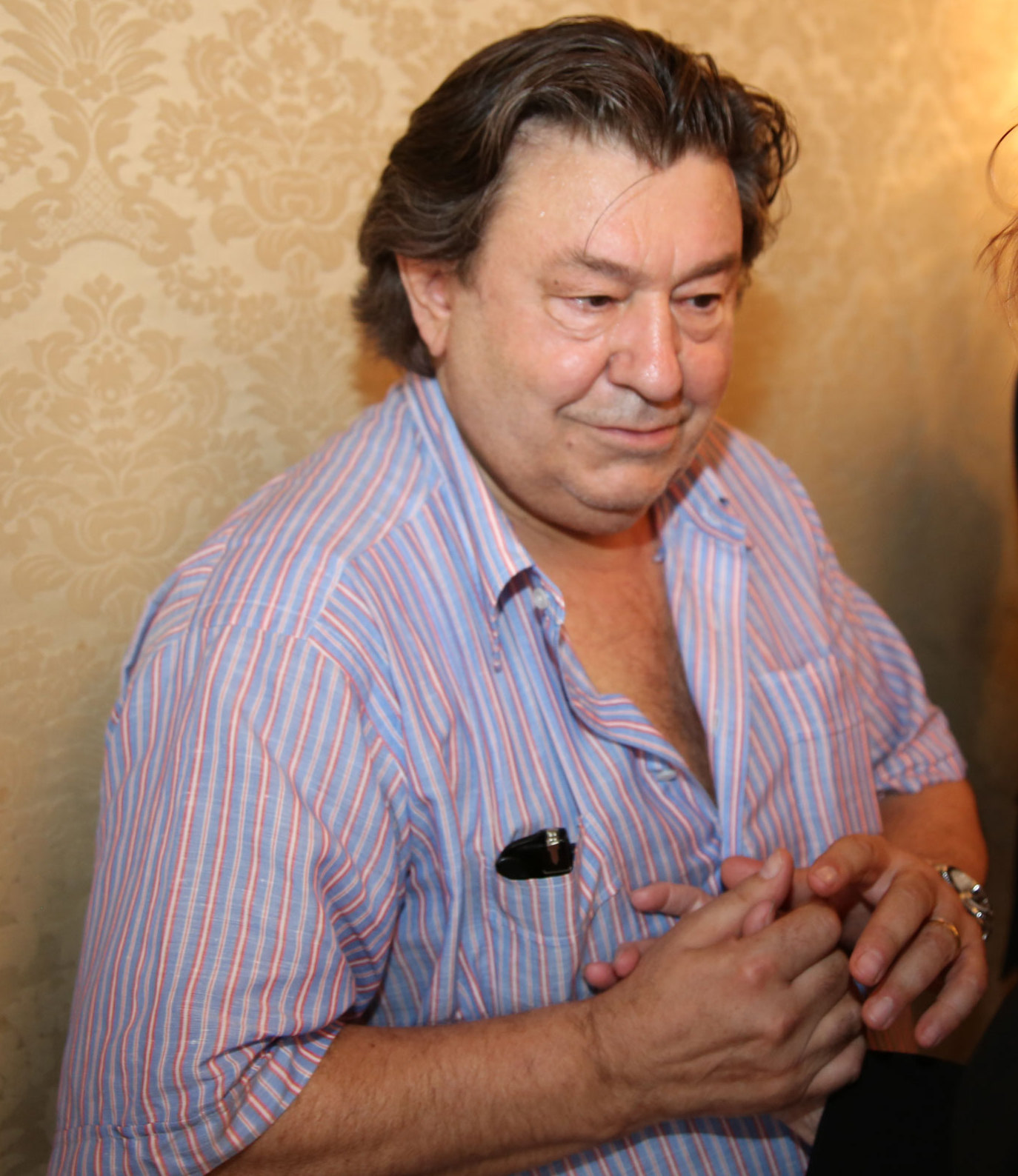
Hanno Pöschl (2015)

Hanno Pöschl (* 2. Juli 1949 in Wien) ist ein österreichischer Schauspieler und Gastronom.

## Leben
Hanno Pöschl wuchs in Wien auf und schloss eine Konditorlehre ab. Anschließend arbeitete er als Wagenwäscher, Automechaniker, Vertreter, Asphaltierer, Kerzenerzeuger, Chauffeur bei einer Speditionsfirma und im Weinbau.
Er besuchte die Schauspielschule Lamert-Offer und arbeitete als Regieassistent beim Circus Roncalli. Dort war er kurzzeitig auch als Artist beschäftigt. Sein Debüt als Schauspieler gab er am Ensemble Theater Wien. Danach gastierte er am Akademietheater Wien, am Schauspielhaus Wien und in München. Ab 1992 war er unter Claus Peymann am Wiener Burgtheater engagiert. Seine Antrittsrolle war der Fiscur in Ferenc Molnárs „Liliom“ an der Seite von Karlheinz Hackl in der Inszenierung von Paulus Manker. Er arbeitete dort in der Folge u. a. mit Regisseuren wie Frank Castorf („Krähwinkelfreiheit“ nach Nestroy), Konstanze Lauterbach (Koch in „Mutter Courage und ihre Kinder“) und Karlheinz Hackl („Der Färber und sein Zwillingsbruder“).
Seit 1974 am Schauspielhaus Wien engagiert, erhielt er 1979 seine erste große Filmrolle in Maximilian Schells Film Geschichten aus dem Wienerwald. Seit den 1980er Jahren wurde er in vielen deutschen Fernsehproduktionen besetzt, wobei er häufig Größen der Halbwelt verkörperte. 1987 hatte er einen Gastauftritt im James Bond Film Der Hauch des Todes, 1995 auch eine Gastrolle im US-Film Before Sunrise. Von 1997 bis 2006 spielte er den allseits gut gelaunten Mechaniker Max in der RTL-Serie Medicopter 117 und war dort zusammen mit Serge Falck als einziger bis zur letzten Folge dabei. Im Jahr 2000 spielte er in einer Folge der Serie Der Bulle von Tölz den Volksmusik-Star Tony Gordon, der in dieser Folge das Mordopfer darstellt. 2008 spielte er eine wichtige Nebenrolle in Revanche (Regie: Götz Spielmann).
Pöschl betreibt seit 1976 das Kaffeehaus „Kleines Café“ im Zentrum von Wien und zudem bis 2019 mit seiner Frau Andrea Karrer das Restaurant „Pöschl“ (ehemals „Immervoll“)., welches verkauft wurde. Inzwischen hat er sich weitestgehend von der Schauspielerei zurückgezogen.

## Privates
Hanno Pöschl ist der Vater von Hanno Pöschl jun. Dieser war für das Liberale Forum Mitglied des Wiener Gemeinderates und ist heute Studiendirektor der Lauder Business School in Wien.

## Filmografie
- 1977, 1982: Kottan ermittelt (Fernsehserie, Folgen 1x02, 4x03)
- 1977: Tatort – Der vergessene Mord
- 1977: Der Einstand (Fernsehfilm)
- 1978: Die Straße
- 1978–1994: Der Alte (Fernsehserie, 4 Folgen)
- 1979: Geschichten aus dem Wienerwald
- 1979: Kassbach
- 1979: Tatort – Mord im Grand-Hotel
- 1979: Santa Lucia
- 1980: Wochenendgeschichten
- 1980: Die Jahre vergehen
- 1980: Exit … Nur keine Panik
- 1981: Frankfurt Kaiserstraße
- 1981: Obszön – Der Fall Peter Herzl
- 1981: Den Tüchtigen gehört die Welt
- 1982: Phönix an der Ecke
- 1982: Tatort – Sterben und sterben lassen
- 1982: Querelle
- 1983: Der Stille Ozean
- 1983: Strawanzer
- 1983: Wagner – Das Leben und Werk Richard Wagners (Fernsehserie)
- 1984: Julius geht nach Amerika
- 1984: Donauwalzer
- 1984: Rallye Paris – Dakar
- 1985: Via Mala (Mehrteiler)
- 1985, 1988: Der Fahnder (Fernsehserie, Folge 1x09, 2x25)
- 1985: Schmutz
- 1985: Coconuts
- 1986: Ticket nach Rom
- 1986: Die Krimistunde (Fernsehserie, Folge 1x22 Glückwunschkonzert)
- 1986: Kir Royal (Fernsehserie, Folge 1x02)
- 1986: Der Alte (Fernsehserie, Folge 111, „Tatverdacht“)
- 1986: Ein Fall für zwei (Fernsehserie, Folge 6x06 Todsicherer Tip)
- 1987: Tatort – Atahualpa
- 1987: Der Hauch des Todes (The Living Daylights)
- 1988: Der Millionenbauer (Fernsehserie)
- 1988: Ein Fall für zwei (Fernsehserie, Folge 8x08)
- 1988–1994: Derrick (Fernsehserie, 4 Folgen)
- 1989: Reporter (Fernsehserie)
- 1990: Der Rausschmeißer
- 1990–1994: Ein Haus in der Toscana (Serie)
- 1990: Fleischwolf
- 1990: SOKO 5113 (Fernsehserie, Folge 9x08)
- 1991: I love Vienna
- 1991: Ilona und Kurti
- 1991: Malina
- 1991: Zockerexpreß
- 1992: Tatort – Kinderspiel
- 1993: Bommels Billigflüge
- 1993: Muttertag – Die härtere Komödie
- 1993: Ein Schloß am Wörthersee (Fernsehserie, Folge 3x13)
- 1993: Das Double
- 1994: Höhenangst
- 1994: Polizeiruf 110: Lauf, Anna, lauf!
- 1994, 2002: Kommissar Rex (Fernsehserie, Folgen 1x06, 8x02)
- 1995: Bauernschach
- 1995: Schnellschuß
- 1995: Before Sunrise
- 1995: Exit II – Verklärte Nacht
- 1995–1996: Der Bergdoktor (Fernsehserie, Folgen 3x02, 4x04)
- 1996: Autsch!!!
- 1996–2000: Kaisermühlen Blues (Fernsehserie, 9 Folgen)
- 1996–1998: Tohuwabohu (Fernsehserie, 16 Folgen)
- 1997: Fröhlich geschieden
- 1997: Das Amt (Fernsehserie)
- 1997: Solo für Sudmann (Fernsehserie, Folge 1x06)
- 1997: Qualtingers Wien
- 1997–2006: Medicopter 117 – Jedes Leben zählt (Fernsehserie, 82 Folgen)
- 1998: Adelheid und ihre Mörder (Fernsehserie, Folge 2x04)
- 1999: OA jagt Oberärztin
- 1999: Geliebte Gegner (TV)
- 1999: Die Bademeister – Weiber, saufen, Leben retten
- 2000: Hart im Nehmen
- 2000: Der Bulle von Tölz: Schöne, heile Welt
- 2001–2002: Dolce Vita & Co (Fernsehserie, 20 Folgen)
- 2001: Nichts wie weg
- 2001: Nachtfalter
- 2002: Bis dass dein Tod uns scheidet
- 2002: Die Verbrechen des Professor Capellari (Fernsehserie, Folge 1x12)
- 2003: Julia – Eine ungewöhnliche Frau (Fernsehserie, 5 Folgen)
- 2004: Der Ermittler (Fernsehserie, Folge 4x03)
- 2007: Der Bulle von Tölz: Wiener Brut
- 2008: Revanche
- 2010: Kottan ermittelt: Rien ne va plus (Fernsehfilm)
- 2012: Die Bergretter (Fernsehserie, Folge 3x01)
- 2014: Boͤsterreich (Fernsehserie, Folge 1x07)